# Lliga catalana de bàsquet femenina 2016-2017
La XXVIII Lliga Nacional Catalana Femenina 2016 fou la vint-i-vuitena edició de la Lliga catalana de bàsquet. La competició se celebra el 25 de setembre de 2016 al Palau d'Esports de La Seu d'Urgell i fou organitzada per la Federació Catalana de Basquetbol. Hi participaren els dos equips catalans que competiren a la Lliga estatal de bàsquet 2016-17,  el Cadí la Seu, vigent campió, i l'Spar Citylift Girona. Alt-urgellenques i gironines disputaren la setena final de forma consecutiva.
Es proclamà campió el Cadí la Seu, que guanyà la final per 71 a 57, amb un darrer quart definitiu de 24 a 11. El club alt-urgellenc sumà la seva tercera Lliga catalana. Individualment, destacà l'actuació de la pivot maliana Meiya Tirera, amb 16 punts i 15 valoració, essent escollida MVP de la final.

## Final
| En negreta = Equip guanyador Pts = Punts Rebs = Rebots Assis = Assistències Val = Valoració Nota: Noms dels equips segons l'època |

| 25 de setembre de 2016 Acta | Cadí la Seu                                                                  | 71–57 | Spar Citylift Girona                                              | Palau d'Esports de la Seu d'Urgell Assistència: 600 espectadors Àrbitres: Antoni Zamora i Eva Aresté |
| 25 de setembre de 2016 Acta | Resultats per quarts: 18-17, 14-12, 15-17, 24-11                             |       |                                                                   | Palau d'Esports de la Seu d'Urgell Assistència: 600 espectadors Àrbitres: Antoni Zamora i Eva Aresté |
| 25 de setembre de 2016 Acta | Pts: Tirera 16 Rebs: Montoliu 5 Assist: Tirera 5 Val: Tirera, Brunckhorst 15 |       | Pts: Buch 9 Rebs: Alminaite, Ibekwe 7 Assist: Buch 4 Val: Buch 13 | Palau d'Esports de la Seu d'Urgell Assistència: 600 espectadors Àrbitres: Antoni Zamora i Eva Aresté |

| Cadí la Seu | Spar Citylift Girona |

| #               | Jugadora           | Pts | Rbs. | Ass. | Val. |
| --------------- | ------------------ | --- | ---- | ---- | ---- |
| 1               | Candice Warthen    | 0   | 0    | 0    | -1   |
| 3               | Andrea Vilaró      | 6   | 2    | 1    | 8    |
| 7               | Belen Arrojo       | 12  | 3    | 1    | 10   |
| 10              | Marta Montoliu     | 7   | 5    | 2    | 13   |
| 11              | Nogaye Lo          | 5   | 2    | 0    | 3    |
| 12              | Meiya Tirera       | 16  | 2    | 5    | 15   |
| 13              | Tània Pérez        | 3   | 2    | 3    | -1   |
| 14              | Georgina Bahí      | 2   | 4    | 1    | 3    |
| 20              | Carla Escuert      | N/D | N/D  | N/D  | N/D  |
| 21              | Svenja Brunckhorst | 12  | 4    | 0    | 15   |
| 31              | Luiana Livulo      | 8   | 2    | 1    | 8    |
| 62              | Laura Aliaga       | 0   | 1    | 0    | -1   |
| Equip           | Equip              | 0   | 5    | 0    | 4    |
| Total           | Total              | 71  | 32   | 14   | 76   |
| Entrenador      |                    |     |      |      |      |
| Joan Carles Pié |                    |     |      |      |      |

| Campió de la Lliga Catalana 2016-2017 |
| ------------------------------------- |
| Cadí la Seu Tercer títol              |
| MVP                                   |
| Meiya Tirera                          |

| #          | Jugadora           | Pts | Rbs. | Ass. | Val. |
| ---------- | ------------------ | --- | ---- | ---- | ---- |
| 4          | Leonor Rodriguez   | 4   | 4    | 1    | 6    |
| 6          | Rosó Buch          | 9   | 3    | 4    | 13   |
| 7          | Haley Peters       | 8   | 1    | 0    | 2    |
| 8          | Ainhoa Lopez       | 3   | 1    | 0    | -1   |
| 9          | Noemí Jordana      | 7   | 3    | 2    | 7    |
| 11         | Kristina Alminaite | 2   | 7    | 0    | 5    |
| 14         | Sofia Silva        | 4   | 1    | 0    | -4   |
| 15         | Artemis Spanou     | 8   | 6    | 0    | 6    |
| 16         | Helena Oma         | 4   | 4    | 0    | 7    |
| 25         | Ifunanya Ibekwe    | 8   | 7    | 2    | 7    |
| Equip      | Equip              | 0   | 5    | 0    | 3    |
| Total      | Total              | 57  | 42   | 9    | 51   |
| Entrenador |                    |     |      |      |      |
| Eric Surís |                    |     |      |      |      |